# ファン・キンスベルゲン (スループ)
| 竣工時の「ファン・キンスベルゲン」 | |
| 艦歴                               | |
| 発注                               | ロッテルダム造船所                                                                                     |
| 起工                               | 1937年9月11日                                                                                          |
| 進水                               | 1939年1月5日                                                                                           |
| 就役                               | 1939年8月24日                                                                                          |
| 退役                               | |
| その後                             | 1974年5月19日スクラップ                                                                                |
| 除籍                               | 1974年                                                                                                 |
| 前級                               | ヨハン・マウリッツ・ファン・ナッサウ (スループ)                                                        |
| 次級                               | |
| 性能諸元                           | |
| 排水量                             | 基準：1,760トン、満載：2,380トン                                                                       |
| 全長                               | 100.2m -m（水線長）                                                                                    |
| 全幅                               | 11.6m                                                                                                  |
| 吃水                               | 3.4m                                                                                                   |
| 機関                               | ヤーロー式重油専焼水管缶2基 +形式不明ギヤード・タービン2基2軸推進                                      |
| 最大 出力                          | 17,000hp                                                                                               |
| 最大 速力                          | 25.5ノット                                                                                             |
| 航続 距離                          | 8ノット/7,280海里、14.5ノット/5,790海里(重油：696トン)                                                 |
| 乗員                               | 183名(平時)、220名(戦時)                                                                               |
| 兵装                               | Mark 6 12cm(50口径)単装速射砲4基 4cm(56口径)連装機関砲2基 12.7cm(76口径)単装機銃4基 7.5cm単装速射砲2基 |

ファン・キンスベルゲン (Hr. Ms. Van Kinsbergen) は、オランダ海軍が第二次世界大戦前に建造した最後のスループ。本艦はオランダが東インド(インドネシア)に持っていた植民地（オランダ海上帝国）を警備するために建造された艦である。

## 艦形について
船体は艦首乾舷の高い単船首楼型で、クリッパー・バウ式艦首を持つ。艦首甲板から「Mark 6 12cm(50口径)砲」を単装砲架で背負い式に2基、その後ろに近代的な箱型艦橋が立ち、頂部の見張り所の前部に4cm連装機関砲が1基配置され、その後部の測距儀塔の上に付いたT字型のアンテナにより前檣を兼ねる。艦橋の後部で船首楼甲板は終了し、甲板は一段分下がるが、船首楼甲板から同じ高さでフライング・デッキが後部主砲近辺まで伸びており艦上のスペースは広い。黒いファンネルキャップを持つ一本煙突の周りは艦載艇置き場となっており、煙突の間に左右4本ずつボート・ダビッドにより艦載艇は揚収された。煙突の後ろに探照灯台と測距儀塔が配置される。後部甲板上に後ろ向きで4cm連装機関砲が1基、その背後に12cm単装砲が後ろ向きに背負い式に2基配置される。

## 主砲、その他の備砲
本艦の前艦までは軽巡洋艦と変わらない15cm砲を搭載していたが、本艦は駆逐艦と同じ口径の「Mark 6 12cm(50口径)速射砲」を採用しており速射性能を重視しており、実際の戦闘でも役立っている。その性能は重量24kgの砲弾を最大仰角30度で19,500mまで届かせることが出来、旋回角度は船体首尾線方向を0度として左右120度の旋回角度を持っていた。俯仰能力は仰角30度、俯角5度で自由装填式である。発射速度は10発である。
その他に対空装備としてボフォース社製の「1936年型 4cm（56口径）機関砲」を連装砲架で2基、さらに近接防空火器として同じく12.7mm機銃を単装砲架で4基装備した。他に儀礼用に7.5cm速射砲を片舷1基ずつの計2基を搭載した。